# Луцишин Мирослав
Миросла́в (Славко) Луци́шин (22 травня 1908, с. Загребелля (нині мікрорайон «Дружба» Тернополя) Тернопільського повіту Королівства Галичини та Володимирії Австро-Угорщини — 9 жовтня 1943, м. Тернопіль) — український військовик, наймолодший вояк Першої світової війни.

## Життєпис

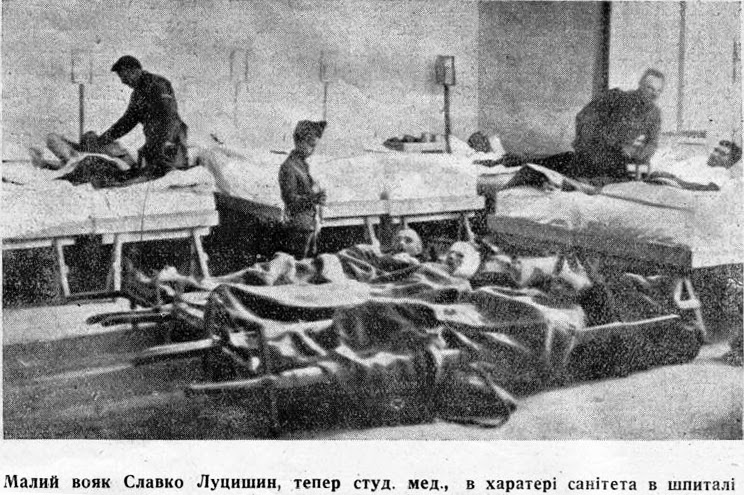
Славко Луцишин у характері санітета у шпиталі (1915 рік)

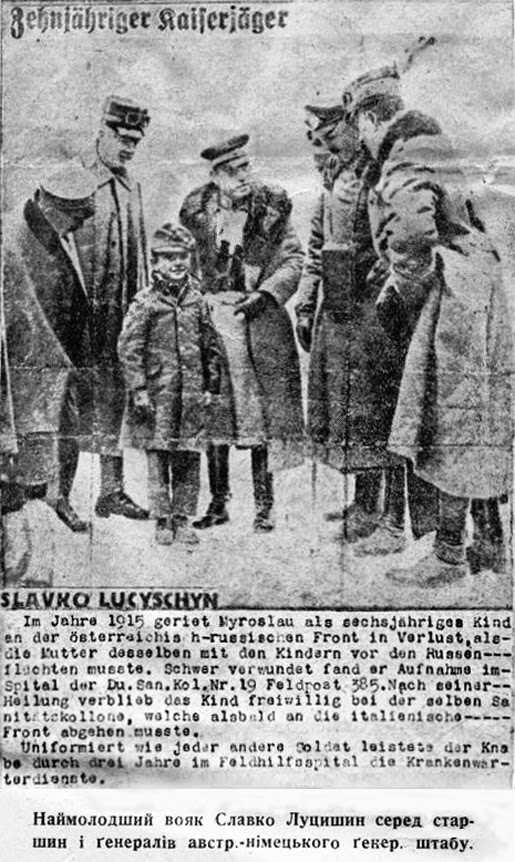
Славко Луцишин серед старшин і генералів австро-німецького генерального штабу (1915 рік)

Мирослав Луцишин народився 22 травня 1908 року в селі Загребелля, яке на той час розташовувалося під Тернополем. Відома й точна адреса його проживання — вул. Болотна, 19, нині — вулиця Чумацька мікрорайону «Дружба».
У липні 1915 року, коли після весняного Горлицького прориву німецько-австрійського війська фронт зупинився між Тернополем і Зборовом. Саме тут, під селом Озерна за 20 км від рідного Загребелля, опинився тоді семирічний Славко, якого важко поранило. Він потрапив до військово-польового шпиталю 3-ї австро-угорської армії, де його вилікували австрійські військові медики.
На той час батько хлопця, австрійський вояк, перебуваючи на фронті, потрапив у російський полон, а мати, втікаючи від росіян, опинилася аж у Нижній Австрії, куди була евакуйована із зони затяжних бойових дій. У вересні 1915 року дивізії 3-ї армії терміново перекинули на недавно відкритий італійський фронт, тож австрійські військовики забрали Славка із собою, бо дитині не було куди подітися.
За таку «послугу» він мусив відслужити щонайменше три роки як справжній солдат. Служив у тому ж військово-польовому шпиталі санітетом (санітаром, що доглядає хворих, рядовим медичної служби): спочатку в Сербії, а потім — у південному Тиролю (італійське Трентіно).
Воював Славко Луцишин і за чотири роки (1915—1918) пройшов російський та італійський фронти. У «Літописі Червоної Калини» розміщені світлини Славка (десятирічного кайзер-єгеря) в товаристві командувача 11-ї армії генерал-полковника Віктора фон Данкля та інших достойників австро-німецького генерального штабу.
По війні Славко студіював медицину.
Любомира Бойцун, яка мешкала на тій самій вулиці і пам'ятала родину Луцишиних, припускає, що він міг бути в підпіллі ОУН, працювати в міській управі.
Відомо, що загинув Славко Луцишин у віці 35 років. Його вбили у скверику в центрі Тернополя. Убивця «замів сліди» димовою шашкою і його ніхто не шукав. А польський дослідник-хроніст Тернополя Чеслав Бліхарський у своїх розвідках називає навіть точну дату і час смерті Луцишина: сьома година вечора 9 жовтня 1943 року.
На вулиці Чумацькій зберігся будинок (тепер трохи перебудований), в якому мешкає вже третє покоління Луцишиних. За спогадами Любомири Бойцун відомо, що відразу по закінченні війни родина Луцишиних зібралася у повному складі: батько і мати Славка прожили тут до старості й виховали шістьох дітей. Батько був справним бляхарем і ковалем і помер наприкінці 1950-х.

## Вшанування

### Пам'ятник

Пам'ятник Славкові Луцишину в Тернополі

Група тернопільських активістів та шанувальників історії міста вирішили вшанувати пам'ять земляка, наймолодшого воїна Першої світової війни Мирослава Луцишина. 1 вересня 2015 року на розі гідропарку «Топільче», що біля масиву «Дружба» встановили скульптуру Славка Луцишина, яку виготовив скульптор Дмитро Пилип'юк. Це перший пам'ятник у Тернополі уродженцеві міста.
На пам’ятнику, який постав у Тернополі біля мосту через річку Серет, скульптор Дмитро Пилип’як зобразив хлопчика в шинелі, а тлом  — земна куля, довкола якої обертається символічне колесо історії.  "Минуле не зникає у безвість, із плином часу знову нагадує про себе. Хоча нерідко жорстоко перетирає-перемелює людські долі. На вершечку земної кулі всілася галка. У Першу світову війну боролися двоголові орли — символи Російської та Австро-Угорської імперій, а я вирішив увести в композицію образ птаха, що прикрашав герб Галичини, — пояснив автор скульптури. — Адже Славко галичанин, подався на війну відстоювати свою землю, яка на той час перебувала під цісарською короною."